# Ouguela
Ouguela es una aldea portuguesa situada en la freguesía de São João Baptista, del municipio de Campomayor y distrito de Portalegre.

## Geografía
La población se encuentra a diez kilómetros al noroeste de Campomayor, sobre un cerro en la margen derecha del río Gévora, y dista 14 km (en línea recta) del municipio español de Villar del Rey, en la provincia de Badajoz.

## Historia
Ouguela, perteneciente en un principio a la Corona de Castilla, fue una de las localidades que por el tratado de Alcañices pasó a integrarse en Portugal en 1297. Pese a su cambio de soberanía política, la localidad continuó dependiendo en la esfera religiosa de la diócesis de Badajoz hasta más de un siglo después. El rey D. Dinis le otorgó en 1298 su primera carta foral, renovada por Manuel I en 1512. 
Hasta la reforma administrativa de 1836 la aldea mantuvo la categoría de vila y fue sede de un concelho, pasando en esa fecha a integrarse como freguesia de Campomayor, hasta que en 1941 perdió también esta condición autónoma, quedando incluida como mero lugar de la freguesia de São João Batista.

## Castillo de Ouguela

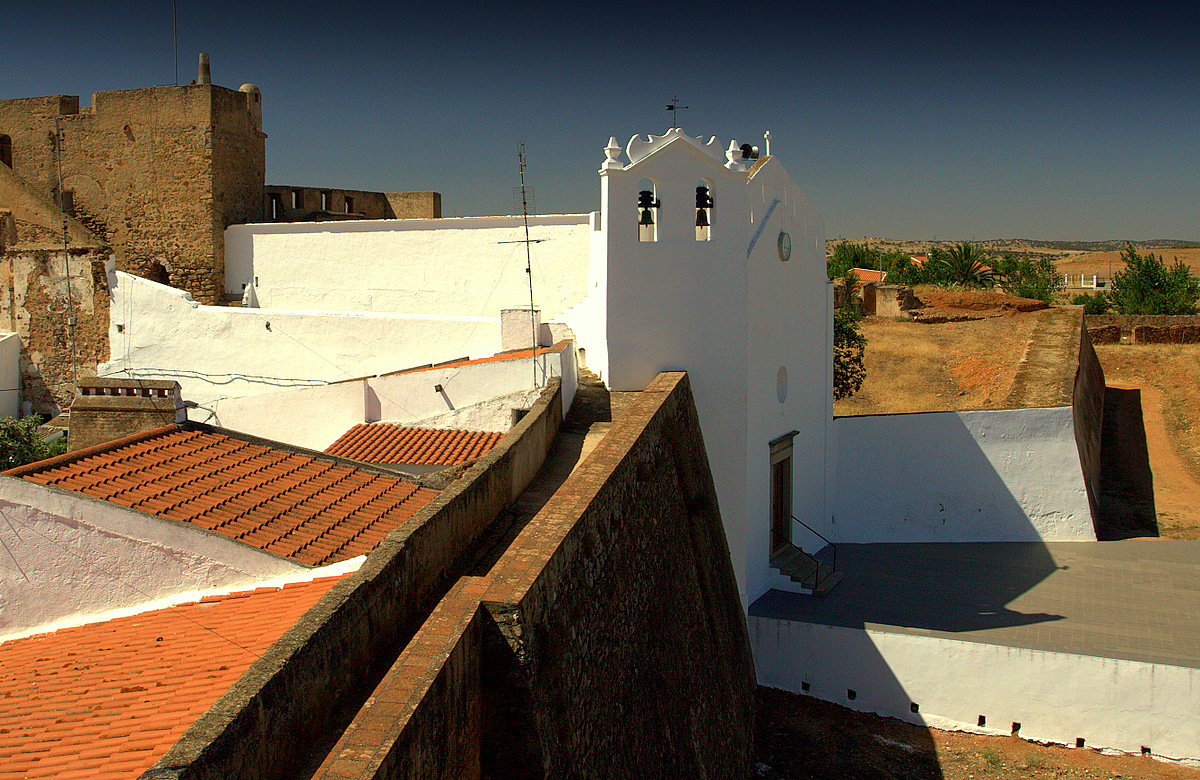
Intramuros del castillo

El castillo de Ouguela tuvo una gran importancia bélica, por su situación estratégica, cercana a la frontera y dominando los caminos procedentes de España. Mandado construir a principios del siglo XIV y dotado de un sistema defensivo abaluartado a mediados del siglo XVII, fue cercado u ocupado por tropas castellanas o españolas durante la crisis de 1383-1385, la guerra de sucesión castellana (1475), la Guerra de Restauración portuguesa (en 1642 y de nuevo en 1662), la guerra de sucesión española (1709), la invasión española de Portugal de 1762 y la guerra de las Naranjas (1801). En esta corta guerra Ouguela, como el propio Campomayor, fueron conquistadas por España, pero fueron restituidas a Portugal por el Tratado de Badajoz.